# Ferdinand von Hochstetter
Christian Gottlob Ferdinand Ritter von Hochstetter, (30. april 1829 i Esslingen am Neckar – 18 juli 1884 i Wien), var en tysk-østrigsk geolog og naturforsker.
Hochstetter fik sin doktorgrad i 1852 og ledte 1853-54 den geologiske undersøgelse af Böhmerwald samt 1855-56 af Erzgebirge og nærliggende bjerge i Böhmen, hvorefter han i 1856 blev docent ved universitetet i Wien. År 1857 indskibede han sig for at deltage i fregatten "Novaras" verdensomsejling, men afbrød ekspeditionen på New Zealand, hvor han undersøgte mineraler, vulkaner og de varme kilder. År 1860 overtog han et professorat i mineralogi og geologi ved det polytekniske institut i Wien, 1874 udnævntes han til hofråd, 1876 til intendant for det naturhistoriske hofmuseum, overtog 1877 varetagelsen af hofmineraliekabinettet og den antropologisk-etnografiske hofsamling. Årene 1866-82 var han præsident for det Geografiske selskab i Wien. År 1881 trak han sig tilbage fra sine embeder.